# Scurrula phoebe-formosanae
Scurrula phoebe-formosanae är en tvåhjärtbladig växtart som först beskrevs av Bunzo Hayata, och fick sitt nu gällande namn av Danser. Scurrula phoebe-formosanae ingår i släktet Scurrula och familjen Loranthaceae. Inga underarter finns listade i Catalogue of Life.